# 高橋卯之助
高橋 卯之助（たかはし うのすけ、男性、1833年(天保4年) - 1902年(明治35年)1月26日）は、日本の数学者。明治6年の太陰暦の廃止、太陽暦への改暦の準備を行った。通称は卯之助だが、後に卯と改めた。本名は高橋義泰。
1833年(天保4年)、下総国佐倉藩(現在の千葉県佐倉市)に佐倉藩士、高橋弥七の子として生まれる。佐倉藩の藩校、成徳書院(現在の千葉県立佐倉高等学校の前身)で関流和算を学び、「見題印可」「陰題印可」「伏題印可」の免許を受ける。後に香港へ留学。1870年(明治3年)に政府が大学南校(現在の東京大学)に天文暦道局を設置したさい編暦の実際を担当。文部省十二等出仕となり太陽暦採用への準備を担当した。改暦後は東京大学理学部星学科観象台（後の東京天文台、現在の国立天文台)に勤務した。
また、1855年(安政2年)にはビーポロ・ステエンストラ著でヤコブ・フローリン補訂のオランダ語の航海術書第6版である「新訳弧三角術」を和訳し解説した。万延元年に「赤道測量表」、1866年(慶応2年)に「測量枢要」を著すなど、関流和算だけではなく西洋数学にも熟達していた。

## 主な著書
- 「赤道測量表」
- 「測量枢要」
- 「太陽出没考艸」
- 「自長崎至暹羅航海路推算」（編著）
- 「新訳弧三角術」（訳書）
- 「円理称平術」（校訂）

## 関連事項
- 数学者
- 天文学者
- 太陰暦
- 太陽暦
- 国立天文台